# Xystrota fasciata
Xystrota fasciata är en fjärilsart som beskrevs av Louis Beethoven Prout 1938. Xystrota fasciata ingår i släktet Xystrota och familjen mätare. Inga underarter finns listade i Catalogue of Life.